# 미하일 시프만
미하일 아르카디예비치 시프만(러시아어: Михаи́л Арка́дьевич Ши́фман, 1949–)은 라트비아 태생의 이론물리학자다. 양자 색역학과 초대칭 게이지 이론의 비섭동적인 연구에 기여하였다.

## 주요 저서
- Shifman, M. (2012년 2월). 《Advanced topics in quantum field theory: a lecture course》. Cambridge University Press. doi:10.1017/CBO9781139013352. ISBN 9780521190848.
- Shifman, M.; A. Yung (2009년 3월). 《Supersymmetric Solitons》. Cambridge University Press. doi:10.1017/CBO9780511575693. ISBN 9780521516389.
- Shifman, M. (1999). 《ITEP Lectures on Particle Physics and Field Theory (2 volumes)》. Singapore: World Scientific.

## 같이 보기
- 페체이-퀸 이론